# Histerese
A histerese é a tendência de um sistema de conservar suas propriedades na ausência de um estímulo que as gerou, ou ainda, é a capacidade de preservar uma deformação efetuada por um estímulo. Podem-se encontrar diferentes manifestações desse fenômeno. A histerese mais conhecida ocorre no magnetismo, mas também pode ocorrer em diversas áreas como mecânica clássica, tráfego, biologia, epidemiologia entre outras. A palavra "histerese" deriva do grego antigo υστέρησις, que significa 'retardo', que foi cunhada por James Alfred Ewing em 1890.

## Saturação magnética
Quando um campo magnético {\displaystyle {\vec {H}}} (ampere-espira por metro) é aplicado a um material ferromagnético, passa a circular neste uma densidade de fluxo magnética (ou indução magnética) {\displaystyle {\vec {B}}} (tesla = weber por metro quadrado). A relação entre densidade de fluxo e campo magnético é dada pela expressão {\displaystyle {\vec {B}}=\mu {\vec {H}}}.
Para uma geometria fixa, como o caso de uma bobina com núcleo fixo ou transformador, uma variação do campo magnético {\displaystyle {\vec {H}}} é dada por uma variação na corrente da bobina que está sendo alimentada. Quanto maior a corrente {\displaystyle I\,({\rm {{A})}}}, maior o campo magnético {\displaystyle {\vec {H}}\,({\rm {{A/m})}}}.
Na região magnética linear {\displaystyle {\vec {B}}=\mu {\vec {H}}} com {\displaystyle \mu } constante (e da ordem de {\displaystyle 1000\mu _{0}} ou mais), contudo, à medida que o campo magnético cresce, o material entra em uma região não linear (saturação magnética), onde {\displaystyle \mu } passa a diminuir à medida que a saturação cresce.

### Inconveniente da saturação
Quando atingida a saturação o transformador, mesmo a vazio, passa a demandar correntes maiores para manter o fluxo magnético imposto pela tensão. A relação entre fluxo magnético e tensão induzida é dada pela Lei de Faraday. Uma das formas de expressá-la é por 
{\displaystyle \varepsilon =-n{\frac {{\text{d}}\phi }{{\text{d}}t}}},
onde {\displaystyle \phi } é o fluxo magnético, {\displaystyle t} é o tempo, {\displaystyle n} o número de espiras e {\displaystyle \varepsilon } é a tensão induzida. Para simplificar a análise (e sem prejuízo de conceitos) consideraremos a tensão induzida no primário igual a tensão aplicada pela fonte.
Imaginando uma tensão de entrada sinusoidal 
{\displaystyle v\left(t\right)={{v}_{0}}\operatorname {sen} \left(\omega t\right)},
o fluxo demandado pelo núcleo do transformador será dado por 
{\displaystyle \phi =-{\frac {1}{n}}\int {v\left(t\right)\,\,{\text{d}}t}={\frac {1}{n}}\omega {{v}_{0}}\cos \left(\omega t\right)},
ou seja, o fluxo é diretamente proporcional a tensão e a frequência de entrada. Trabalhando mais um pouco, pode-se chegar a expressão que o fluxo de pico de um sinal sinusoidal é dado por 
{\displaystyle {{\phi }_{p}}={\frac {v_{rms}}{{\sqrt {2}}\pi nf}}},
em que {\displaystyle f} é a frequência em hertz.
A densidade de fluxo que atenda ao fluxo demandado é dada pela relação 
{\displaystyle B={\frac {\phi }{A}}},
onde {\displaystyle A} é a área da secção transversal à passagem do fluxo magnético.
Associada a densidade de fluxo magnético está o campo magnético {\displaystyle {\vec {H}}} que o gera, dado por 
{\displaystyle H={\frac {B}{\mu }}}.
Perceba que com a redução da permeabilidade (na saturação), um maior campo magnético muito maior é demandado, e este, por fim, está associado à corrente elétrica {\displaystyle I} que o gera, que por consequência, pode aumentar para valores muito acima dos nominais, mesmo com o transformador a vazio.
Para evitar este inconveniente deve-se trabalhar com valores baixos de saturação, limitando a tensão aplicada, aumentando a área de ferro ou aumentando a qualidade dos materiais.

### Histerese magnética

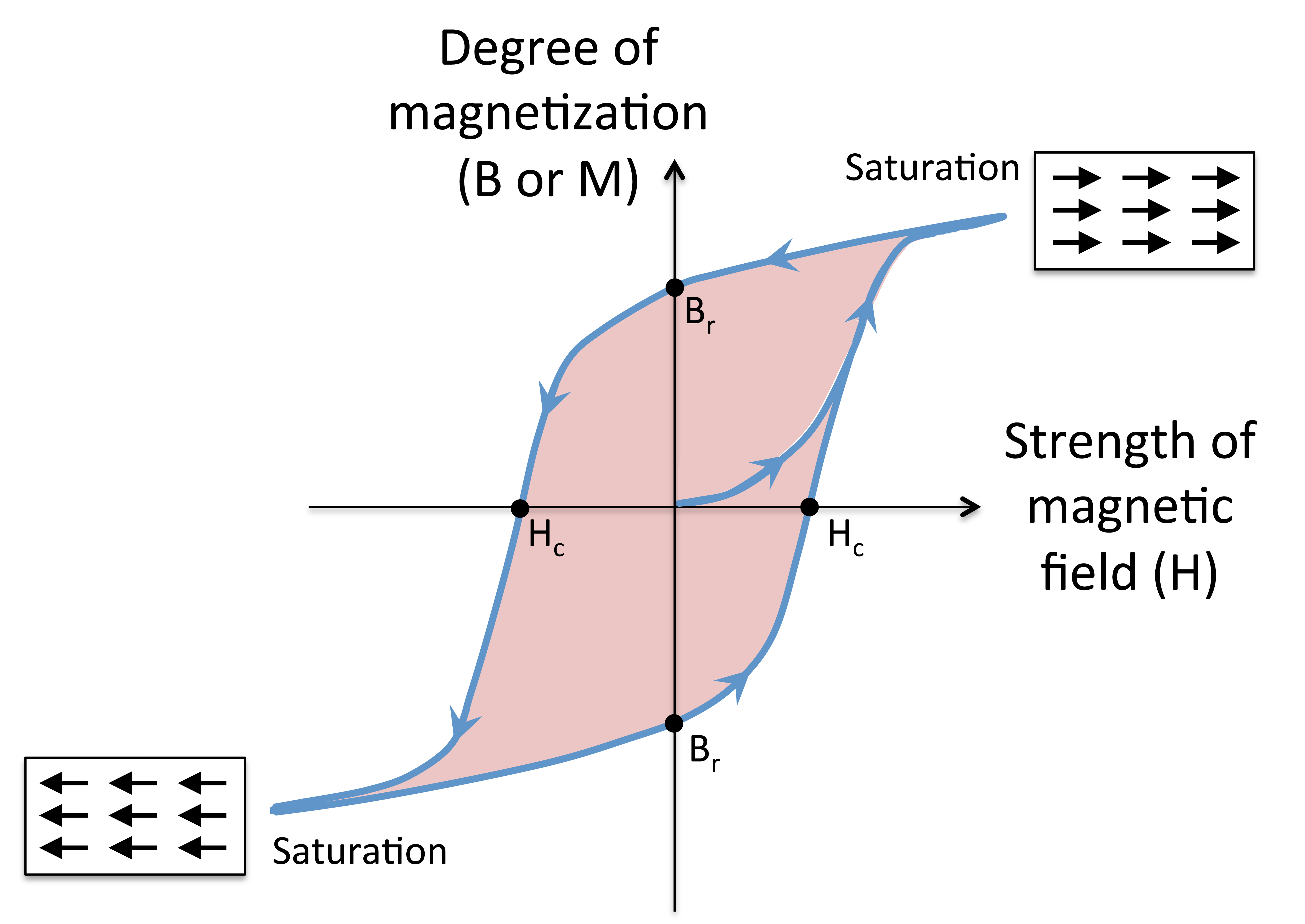
Laço de Histerese.

1. Aumenta-se a densidade de fluxo magnética (ou indução magnética) {\displaystyle {\vec {B}}} aplicada a um material ferromagnético até a saturação. A relação entre campo e densidade de fluxo neste intervalo é dada por {\displaystyle {\vec {B}}=\mu {\vec {H}}}. Quando mais saturado o material menor o valor da permeabilidade {\displaystyle \mu }.
2. Diminui-se a densidade de fluxo e como consequência também o campo {\displaystyle {\vec {H}}} diminui. Contudo, quando {\displaystyle {\vec {H}}} chega a zero (corrente zero), ainda existe uma densidade de fluxo remanescente, {\displaystyle {\vec {B}}_{r}} (o material fica imantado).
3. Para que {\displaystyle {\vec {B}}} chegue a zero, é necessário aplicar um campo negativo, chamado de força coercitiva, {\displaystyle {\vec {H}}_{c}}.
4. Se {\displaystyle {\vec {H}}} continuar aumentando no sentido negativo, o material é magnetizado com polaridade oposta. Desse modo, a magnetização inicialmente será fácil, até quando se aproxima da saturação, passando a ser difícil.
5. A redução do módulo do campo novamente a zero deixa uma densidade de fluxo remanescente, {\displaystyle -{\vec {B}}_{r}}, e, para reduzir {\displaystyle {\vec {B}}} a zero, deve-se aplicar uma força coercitiva {\displaystyle {\vec {H}}_{c}} no sentido positivo.
6. Aumentando-se mais ainda o campo, o material fica novamente saturado, com a polaridade inicial.

Nesse fenômeno, observa-se o atraso entre densidade de fluxo e campo magnético ({\displaystyle {\vec {B}}\neq 0} quando {\displaystyle {\vec {H}}=0}), chamado de histerese magnética.

O ciclo traçado pela curva de magnetização é chamado de ciclo de histerese.

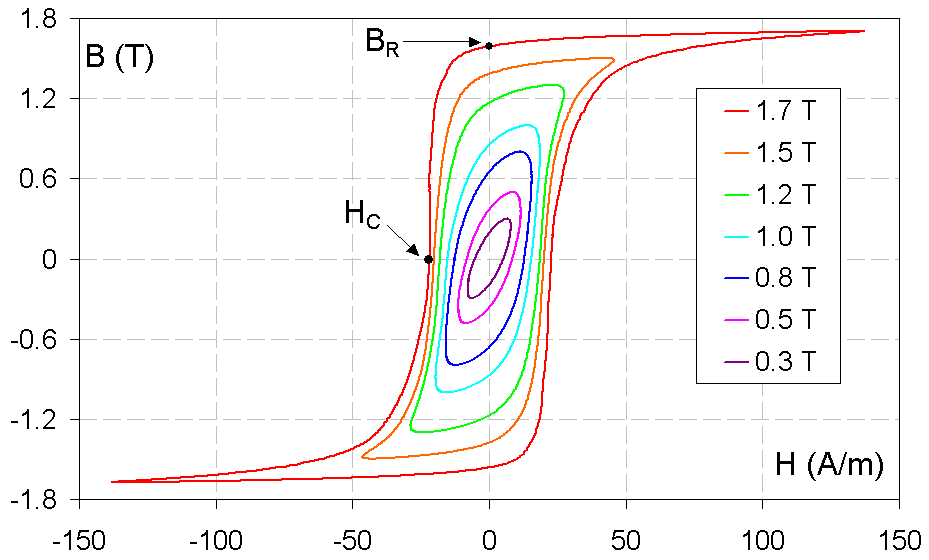
Uma família de curvas de histerese medida com uma densidade de fluxo modulada sinusoidal com frequência de 50 Hz (período de 0,02 s) e campo magnético variável de 0,3 T a 1,7 T.
B = Campo magnético [T] ou [Wb/m²]
H = Intensidade de campo magnético [A/m] ou [A.e/m]
B_{R} = Remanescência
H_{C} = Coercividade

### Exemplo de histerese com metais
Quando o ferro não está magnetizado, seus domínios magnéticos estão dispostos de maneira desordenada e aleatória. Porém, ao aplicar uma força magnetizante, os domínios se alinham com o campo aplicado. Se invertemos o sentido do campo, os domínios também inverterão sua orientação.
Num transformador, o campo magnético muda de sentido muitas vezes por segundo, de acordo com o sinal alternado aplicado. E o mesmo ocorre com os domínios do material do núcleo. Ao inverter sua orientação, os domínios precisam superar o atrito e a inércia. Ao fazer isso, dissipam uma certa quantidade de potência na forma de calor, que é chamada de perda por histerese.
Em determinados materiais, a perda por histerese é muito grande. O ferro doce é um exemplo. Já no aço, esse tipo de perda é menor. Por isso, alguns transformadores de grande potência utilizam um tipo de liga especial de ferro-silício, que apresenta uma perda por histerese reduzida. Esse tipo de problema também aumenta junto com a frequência do sinal. Um transformador que apresenta baixa perda nas frequências menores, pode ter uma grande perda por histerese ao ser usado com sinais de frequências mais altas.
A histerese produz-se devido ao gasto de energia para inverter os dipolos durante uma mudança de campo magnético.

## Eletrônica

Curva de histerese de um Disparador Schmitt

Histerese pode ser utilizada para filtrar sinais de forma que a saída reaja de maneira retardada à história desse sinal. Por exemplo, um termostato controlando um aquecedor pode acioná-lo quando a temperatura cai abaixo da temperatura de 'A' graus Celsius, mas só desligará quando a temperatura ultrapassar 'B' graus Celsius.
Um Disparador Schmitt é um circuito eletrônico simples que também exibe essa propriedade. Geralmente, uma quantidade de histerese é intencionalmente adicionada ao circuito eletrônico (ou algoritmo digital) para prevenir chaveamentos (troca de estados) rápidos.